# Hallux varus
Халюкс Вальгус або вальгусна деформація 1-го пальця стопи — це стан, при якому великий палець стопи відхиляється в зовнішню сторону. Стан зазвичай супроводжується бурситом 1-го плюснефалангового суглоба пальця стопи. 
Hallux (Халюкс) в перекладі з лат. означає великий палець стопи.
Valgus (Вальгус) - відхилення від середньої осі тіла, що і відбувається з великим пальцем стопи. Таким чином, термін вальгусна деформація великого пальця означає відхилення великого пальця назовні.
1 ступінь – кут між плюсневими костями 10-12 градусів, кут відхилення I пальця 11-15 градусів. 
2 ступінь – кут між плюсневими костями 13-15 градусів, кут відхилення I пальця 16-25 градусів. 
3 ступінь – кут між плюсневими костями 16-20 градусів, кут відхилення I пальця 26-40 градусів.
Воно зустрічається у 20-25% дорослих, та навіть у дітей (вроджена патологія). Посідає перше місце серед захворювань стопи по частоті звернень до лікувальних установ жінок, досягає 82%.
Бурсит можуть спричинити ряд труднощів у пошуку взуття, яке підходить належним чином, і можуть змусити людину придбати взуття більшого розміру, щоб не натирати шишки. Якщо деформація шишки досить серйозна, то боліти буде в різних місцях навіть без здавлення взуттям. Тоді це розглядається як проблема з механічною функцією передньої частини стопи.
Надмірне підняття стопи викликає збільшення тиску на внутрішню сторону великого пальця, що може спричинити деформацію медіальних капсульних структур суглоба, що згодом підвищує ризик розвитку шишок. 

### Ознаки вальгусної деформації стопи
Почервоніння і ріст кісточки в плюснево-фаланговому суглобі.
Утворення мозолів на подушечках пальців ніг (плюсни 2-4-го пальця).
Великий палець ноги:
обмежений у гнучкості
відхиляється в бік
обертається навколо своєї осі
Біль у суглобах і швидка стомлюваність ніг.
Говорячи про бурсит великого пальця стопи, слід зазначити, що його розвиток пов'язаний з тим, що на стопи йде навантаження всього організму, а травми, підвищена активність, перенапруга, надмірна вага, спадкова схильність, потрапляння інфекції у суглоб, плоскостопість, порушення обмінних процесів у організмі, тиск твердих поверхонь та неправильно підібранного взуття, порушення кровообігу у стопах, розвиток захворювань, що призводять до запалення суглобів, сухожиль близьколежачих тканин (подагра, ревматоїдний артрит, псоріаз, остеоартроз) і вальгусна деформація стопи сприяють його розвитку.
З часом на стопі утворюються натоптиші, і на нижній частині ноги утворюється діабетична стопа.
Діабетична стопа — це одне з пізніх ускладнень діабету, яке провокується ангіопатією та нейропатією, а також характеризується появою трофічних виразок.
Також можуть виникнути остит та мієліт, асептичний некроз, переломи, вивихи у суглобах, і, як наслідок, значна деформація стопи.
За останні століття запропоновано більш ніж 400 видів операційних методик та їх модифікації, а також більш ніж 100 видів остеотомій. Найчастіше сучасні хірургічні втручання передбачають різні види остеотомій першої плеснової кістки та проксимальної фаланги великого пальця з застосуванням теноміопластики.